# Sebastião de Lacerda (Vassouras)
Sebastião de Lacerda é um distrito do município de Vassouras, estado do Rio de Janeiro, Brasil.

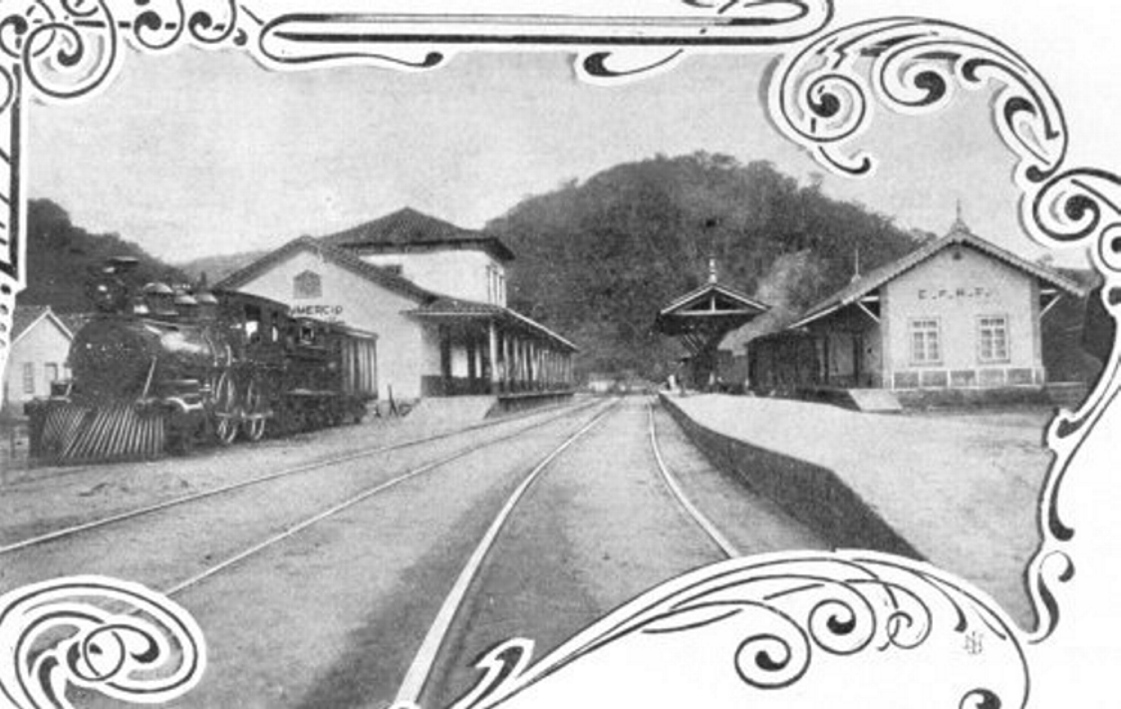
Estação de Comércio, atual Sebastião de Lacerda (cartão postal de 1908)

No inicio dos século XIX, os índios coroados que perambulavam pelo sertão dos rios Paraíba do Sul e Preto foram levados para a aldeia de Nossa Senhora da Glória (atual Valença). Ao mesmo tempo, foram abertas as estrada Werneck e a estrada da Polícia  que permitiam a comunicação com as terras de Minas Gerais na margem esquerda do Preto.
O povoamento da localidade surgiu como “pouso” ou “rancho’’ dos viajantes e tropeiros que seguiam um que interligava a estrada de Polícia (que passava por Desengano (atual Juparanã, Valença e pela sede do atual município de Vassouras) e o porto de Ubá, onde a Estrada Real do Comércio cruzava o Rio Paraíba do Sul (atual distrito de Andrade Pinto, Vassouras).
A povoação, que então se chamava Comércio, passou a integrar o território de Vassouras quando o atual município foi fundado administrativamente como uma vila em 1833.
Toda a região foi rapidamente colonizada e prosperou quando as fazendas de café se espalharam pelo vale do Rio Paraíba do Sul depois de cerca de 1830. Com a grande riqueza, vários fazendeiros da localidade receberem títulos de nobreza incorporando-se aos denominados barões do café. Um deles, o
visconde de Ipiabas construiu, em 1876, a igreja de Santana em Comércio e doou ainda um grande  terreno para a sua edificacão. Durante o apogeu das plantações de café, a povoação de Comércio chegou a ter um internato dirigido pela francesa Madame Grivet, onde estudavam as moças das famílias ricas da região de Vassouras.
Um prolongamento do ramal denominado Linha do Centro da Estrada de Ferro Dom Pedro II (posteriormente Estrada de Ferro Central do Brasil) construído entre Desengano (atual Juparanã, Valença) e a povoação de Comércio  foi solenemente inaugurado, com a presença do imperador  D. Pedro II em 29 de novembro de 1866.  O prolongamento completo do ramal foi inaugurado em 13 de outubro de 1867 fazendo a interligação da estação de Comércio com a de Entre Rios (atual município de Três Rios) e o município de Paraíba do Sul. Isto permitiu a comunicação por ferrovia com o interior de Minas Gerais e com o Rio de Janeiro. Apesar de ainda manter características rurais, a localidade prosperou com sua estação servindo para transbordo de mercadorias consumidas e produzidas na região. Em 1882, a estação de Comércio foi interligada com a de Santa Teresa, atual município de Rio das Flores
Entretanto, no final do século XIX, as terras antes férteis, estavam esgotadas e a produção de café decaiu até ser abandonada em toda a região. No início do século XX, a pecuária leiteira começou a revigorar a economia da região.
O distrito de Comércio foi criado em 1910. Por decreto estadual nº 2546, de 27 de janeiro de 1931, o distrito de Comércio passou a denominar-se Sebastião de Lacerda, em homenagem ao falecido ministro do STF Sebastião Eurico Gonçalves de Lacerda que ali residiu por vários anos.
Localizado a aproximadamente 25 km da sede municipal, o distrito tem uma população de 1.583 habitantes, segundo o Censo brasileiro de 2010.